# Dans la clairière
Dans la clairière est une pièce enfantine pour piano de Germaine Tailleferre composée en 1952.

## Présentation
Dans la clairière est composé en 1952 et publié la même année chez Philippo dans le recueil collectif de musique enfantine La Forêt enchantée,.
Pour Guy Sacre, l'œuvre est « un poétique andantino [...] où la [main] gauche rivée à un sol qui sonne tantôt comme une dominante, tantôt comme une tonique (de mode mixolydien), accompagne la chanson naïve d'un petit elfe ».